# Il precursore
Il precursore, giornale della rigenerazione italiana è stato un settimanale mazziniano, inserto de L'italiano.
Pubblicato per la prima volta l'8 ottobre 1836, era un giornale gratuito di otto pagine dal formato molto piccolo (quanto mezzo foglio da lettere). Se ne conoscono solo quattro numeri.